# Agyness Deyn
Agyness Deyn, de son vrai nom Laura Hollins (née le 16 février 1983 à Littleborough), est une mannequin, actrice et chanteuse britannique.

## Biographie
Agyness Deyn est née à Littleborough, près de Rochdale dans le Grand Manchester. Elle a ensuite déménagé à Failsworth près d'Oldham puis à Rossendale.
Agyness Deyn débute dans la vie active à l'âge de treize ans en tant que serveuse à temps partiel dans un Fish and chips.
En 1999, elle remporte le concours Face of '99 organisé par le journal Rossendale Free Press.
Très jeune, elle affirme déjà son sens du style et se rase la tête à l'âge de dix-sept ans.
Elle s'installe ensuite à Londres où elle travaille dans un restaurant fast-food la journée, et dans un bar la nuit. Elle admet toutefois avoir suivi des cours de musique et de théâtre durant cette période.
En août 2016, elle se marie à Joel McAndrew à Brooklyn.

## Carrière
Elle est repérée en faisant du shopping à Londres avec le styliste Henry Holland. Par la suite, elle signe avec l'agence Select model management.
En mai 2007, elle pose en couverture du Vogue américain (qui a pour titre The World's Next Top Models) avec Doutzen Kroes, Caroline Trentini, Raquel Zimmermann, Sasha Pivovarova, Lily Donaldson, Coco Rocha, Hilary Rhoda, Chanel Iman et Jessica Stam.
Elle figure également en couverture de nombreux magazines de mode comme le Vogue, The Sunday Times Style, Pop, Grazia, Time, Style & Life, Dazed & Confused, Elle, W, i-D et d'autres.
En 2008, Agyness Deyn prête sa voix sur le titre Who des Five O'Clock Heroes et figure également dans le clip.
La même année, elle est photographiée par Patrick Demarchelier pour le Calendrier Pirelli.
En mai 2008, l'édition du magazine i-D lui est consacrée et elle est invitée à écrire des articles, ce qui lui permet d'interviewer des couturiers comme Vivienne Westwood.
Agyness Deyn figure dans des campagnes publicitaires pour Anna Sui, Blugirl by Blumarine, Burberry, Cacharel, Doc Martens, Gianfranco Ferré, Giorgio Armani, Shiseido, Armani, Mulberry (en), Adidas, Galliano, Garet Pugh, Paul Smith, Reebok et Vivienne Westwood.
Elle est le visage du parfum The Beat par Burberry, de Gold par Giles Deacon pour New Look, du parfum Ma Dame de marque Jean Paul Gaultier, de Shiseido et de House of Holland, la marque de son ami Henry Holland.
En 2009, elle apparait avec Gabriel Aubry dans une publicité pour la marque nippone Uniqlo.
En juin 2009, le Daily Mirror rapporte que Deyn arrête le mannequinat afin de passer plus de temps avec son petit ami, Miles Kane. 
Le journal mentionne également que celle-ci souhaite poursuivre une carrière d'actrice et jouer dans des films indépendants anglais.
En 2010, Agyness Deyn collabore avec sa sœur cadette Emily avec qui elle dessine une ligne de T-shirts et de débardeurs pour la marque Uniqlo.
En 2010, elle commence sa carrière d'actrice au cinéma dans le film Le Choc Des Titans puis dans Pusher en 2012.
En mars 2011, elle apparaît dans le clip musical Iron du réalisateur, photographe et chanteur Yoann Lemoine alias Woodkid.
En 2011, elle est la voix-off au début du clip de Rihanna We Found Love.
En mai 2011, Agyness Deyn est photographiée par Tim Walker pour le Vogue anglais.
En 2012, elle interprète Chris Guthrie dans un film adapté du célèbre roman écossais Sunset Song.
En 2015, elle défile pour Saint Laurent à Paris durant la Fashion Week.
En 2018, elle incarne Elaine Renko dans la série télévisée britannique Hard Sun.

## Vie privée
Agyness Deyn a fréquenté les musiciens Albert Hammond Jr. et Miles Kane. 
En 2012, elle épouse l'acteur Giovanni Ribisi. En 2015, leur divorce est annoncé.
En 2016, elle se marie à Joel McAndrew à New York. Ensemble, ils ont un enfant né en décembre 2018.

### Ses couvertures de magazines
- Vogue (Brésil, Chine, Italie, Grèce, Corée, Royaume-Uni, États-Unis)
- Elle (France, Indonésie, Japon, Corée, Royaume-Uni)
- Dazed & Confused (Japon)
- W (Corée)
- i-D (Royaume-Uni)
- Harper's Bazaar (Royaume-Uni)
- Numéro (Japon)
- Pop (Royaume-Uni, États-Unis)
- Love (Royaume-Uni)
- V Magazine (États-Unis)
- Spur (Japon)

## Filmographie

### Cinéma

#### Courts-métrages
- 2010 : Mean to Me
- 2010 : Acid Burn
- 2012 : Here

#### Longs-métrages
- 2010 : Le Choc des Titans : Aphrodite
- 2012 : Pusher : Flo
- 2014 : Électricité : Lily O'Connor
- 2015 : Sunset Song : Chris Guthrie
- 2016 : Ave, César! : une femme dans un taxi
- 2016 : The White King : Hannah
- 2018 : Patient Zero : Janet
- 2018 : Titan : Dr Freya Upton
- 2019 : Her Smell : Marielle

### Télévision
- 2018 : Hard Sun : Elaine Renko

### Clips musicaux
- 2011 : We Found Love de Rihanna et Calvin Harris : Narratrice
- 2011 : Iron de Woodkid